# Ocalea vancouveri
Ocalea vancouveri är en skalbaggsart som beskrevs av Thomas Casey 1893. Ocalea vancouveri ingår i släktet Ocalea och familjen kortvingar. Inga underarter finns listade i Catalogue of Life.